# Pachystylus zippelianus
Pachystylus zippelianus là một loài thực vật có hoa trong họ Thiến thảo. Loài này được (Miq.) Bremek. mô tả khoa học đầu tiên năm 1934.